# Radio Nacional de El Salvador
Radio Nacional de El Salvador es una dependencia de la Secretaría de Comunicaciones de la Presidencia de El Salvador. 
A iniciativa del presidente Alfonso Quiñónez Molina, la emisora inició sus transmisiones el 1 de marzo de 1926; convirtiéndose en la primera radiodifusora fundada en Centroamérica, después de La Voz de Costa Rica, de 1920, y otra radio en Panamá. En un principio era identificada con las siglas AQM (iniciales del mandatario), y estaba ubicada en el segundo nivel del Teatro Nacional de San Salvador. Posteriormente su identificación cambió a RDN (Radiodifusora Nacional); y después YSSS, como parte de la Unión Internacional de Telecomunicaciones.  
Con el traslado a la Secretaría de Comunicaciones, el director de la Radio, Ricardo Alberto Martínez,  logró ampliar la cobertura de la radio a todo el país, desde el mes de enero de 2012.